# Garde-Schützen-Bataillon
Das 1814 errichtete Garde-Schützen-Bataillon (anfänglich aufgrund seiner Rekrutierung im frankophonen Kanton Neuenburg auch Bataillon des Tirailleurs de la Garde genannt) war ein Infanterieverband der Preußischen Armee. Mit dem Garde-Jäger-Bataillon bildete es die leichte Infanterie des Gardekorps.

## Geschichte

### Vorgeschichte

Garde-Schützen, Sergeant in Winteruniform und Schütze in Sommeruniform (1815)

Nachdem im Fürstentum Neuenburg 1707 das Herrscherhaus Orléans-Longueville erloschen war, bewarben sich 15 Adelige um die Nachfolge. Letztlich fiel die Entscheidung zugunsten des insbesondere von Bern bevorzugten Friedrich I., Königs in Preußen, und gegen den vom französischen König Ludwig XIV. favorisierten Kandidaten. Ludwig akzeptierte den neuen Fürsten jedoch 1714 im Frieden von Utrecht. Der preußische König führte als Herrscher von Neuenburg den Titel „souveräner Fürst von Oranien, Neuchâtel und Valangin“ und ließ das Fürstentum von Gouverneuren regieren. Diese residierten im Schloss von Neuenburg oder in Berlin und leiteten im königlichen Namen zahlreiche Veränderungen ein: Die Justiz wurde reformiert, die Folter abgeschafft und verschiedene Manufakturen sowie eine Académie gegründet (aus der später die Universität Neuenburg hervorging).
Während der Umwälzungen nach der französischen Revolution wurde Neuenburg, anders als die mit ihm informell verbündete Alte Eidgenossenschaft, von französischer Besetzung ausgenommen und nicht Teil der 1798 ausgerufenen Helvetischen Republik. In der Rheinbundakte überließ Preußen das Land jedoch Napoleon Bonaparte. Dieser setzte Marschall Louis-Alexandre Berthier als Fürsten von Neuenburg ein. 1807 stellte er dort für die Grande Armée ein auf Grund seiner gelben Uniformen als Canaris („Kanarienvögel“) bezeichnetes Infanterie-Bataillon auf. Berthier, der selbst nie vor Ort anwesend war, dankte bereits 1814, nach dem Sturz Napoleons, wieder zugunsten Preußens ab. Dies veranlasste Friedrich Wilhelm III. noch im selben Jahr zu einem Besuch in Neuenburg, der ersten und einzigen Visite eines preußischen Königs. Zugleich erklärte er sein Einverständnis, Neuenburg bereits 1814 auf der Basis des Bundesvertrages als 20. Kanton in die Schweizerische Eidgenossenschaft eintreten zu lassen. 1815 wurde der kuriose Status des Landes als „Schweizer Kanton und preußisches Fürstentum“ vom Wiener Kongress bestätigt.

### Formationsgeschichte
In der Absicht, sich das königliche Wohlwollen zu sichern, sowie mit dem Hintergedanken, sich mit Hilfe der Rekrutierungen unangepasster Kriegsheimkehrer sowie sonstiger entwurzelter Menschen aus den napoleonischen Kriegen entledigen zu können, ersuchte der Neuenburger Staatsrat (Conseil d’Etat) König Friedrich Wilhelm III. von Preußen 1814 um die Erlaubnis, ein „Spezial-Bataillon zum speziellen Dienst für Ihre Majestät“ aufstellen zu dürfen, worauf nach dessen umgehender Einwilligung in Paris das preußische Bataillon des Tirailleurs de la Garde errichtet wurde.
Es war vorgesehen, die Mannschaften zu 2/3 aus Neuenburger Freiwilligen und zu 1/3 aus Freiwilligen anderer Schweizer Kantone, die mindestens 1,68 Meter groß waren, zu bilden. Diese Zusammensetzung konnte in der Folgezeit nie erreicht werden. Die Umgangs- und Kommandosprache war zunächst Französisch, erst ab 1816 durften mündliche und schriftliche Befehle nur noch auf Deutsch erteilt werden.
Die 1814 vom Neuenburger Staatsrat mit Friedrich Wilhelm III. abgeschlossene Kapitulation (Vereinbarung) mit 15 Artikeln sah eine Stärke von 429 Mann in 4 Kompanien (Art. 1) à 4 Züge (= 22 Soldaten pro Zug) mit folgenden Sollbestand (Art. 2) vor:
- 23 Offiziere:
  - 1 Stabsoffizier als Kommandant (vom König ernannt [Art. 3]);
  - 3 Hauptleute als Kompaniekommandanten, 1 Hauptmann-Leutnant, 3 Oberleutnants, 1 Rechnungsführer-Offizier, 1 Adjutant, 13 Unterleutnants (vom König ernannt auf Vorschlag des Staatsrats [Art. 3]);
- 40 Unteroffiziere:
  - 4 Feldweibel,
  - 4 Fähnriche,
  - 12 Wachtmeister,
  - 20 Korporale;
- 352 Soldaten;
- 9 Musiker:
  - 1 Tambourmajor oder Chefhornist,
  - 8 Tambouren oder Hornistenen;
- 5 Spezialisten:
  - 1 Bataillonschirurg,
  - 3 Kompaniechirurgen,
  - 1 Waffenmechaniker

Die Soldaten sollten wie folgt beschaffen sein:
- „frei und ohne Zwang angeworben für 4 Dienstjahre“ [Art. 4],
- „aus Neuenburg rekrutiert, wobei der König maximal 1/4 übrige Schweizer akzeptiert“ [Art. 5],
- „im Alter zwischen 17 und 40 Jahren“ [Art. 6],
- „gesund, ohne Behinderungen, von gutem Ruf und Betragen, kräftig genug die Unbill des Krieges zu ertragen und von mindestens 1,60 m Körpergrösse (barfuß gemessen!)“ [Art. 7]

Musiker waren von den Bestimmungen für Körpergröße und Alter ausgenommen (Art. 8) und der preußische Aushebungsoffizier in Neuenburg hatte den Schlussentscheid (Art. 9). Die Anciennität (Dienstalter) blieb bei Wiedereintritt innerhalb von sechs Monaten nach der Entlassung erhalten (Art. 8). Nach 25 Dienstjahren hatte der Soldat ein Anrecht auf eine Pension ohne eine Bedingung, ab 15 Jahren, falls er eine Dienstunfähigkeit belegen konnte, in der Höhe abhängig von den tatsächlich geleisteten Jahren.

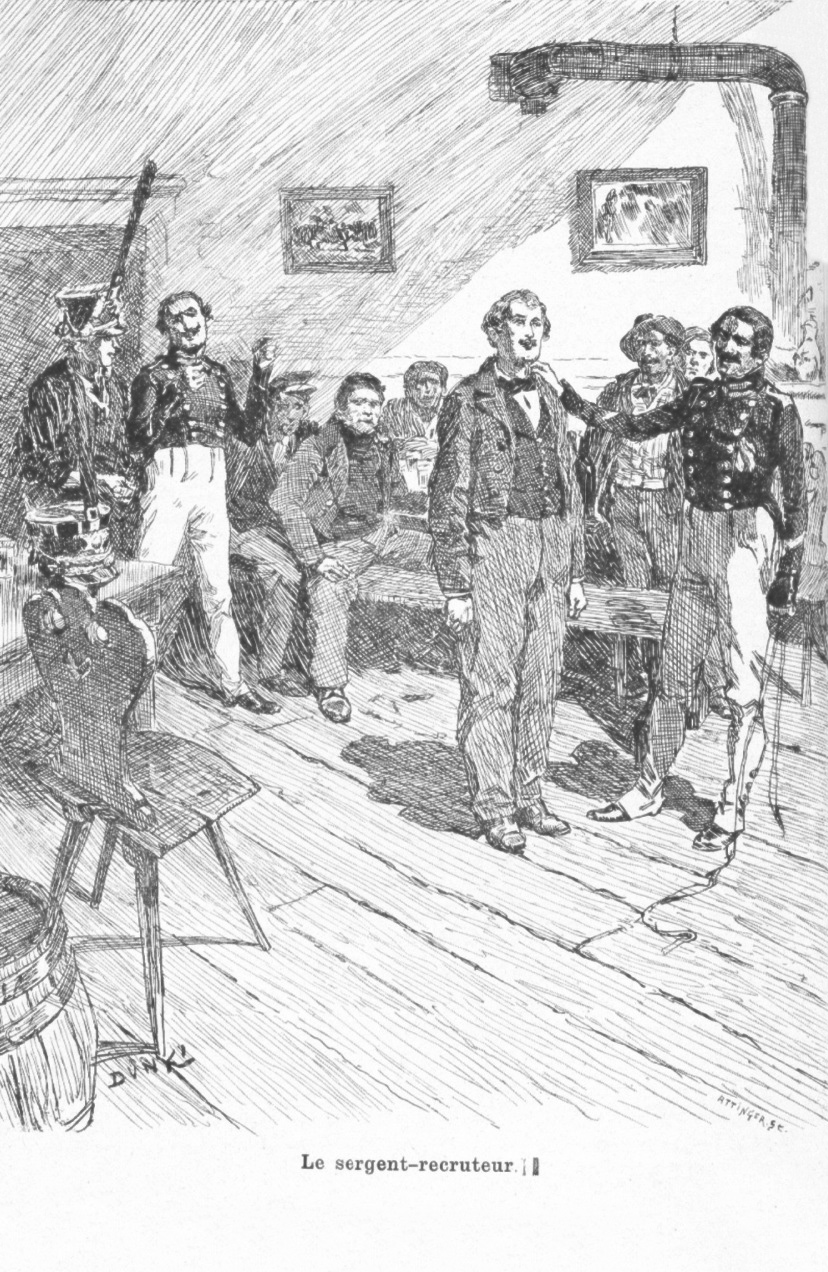
Rekrutenwerbung in Neuenburg

Die Rekrutierung des Garde-Schützen-Bataillons gestaltete sich wesentlich mühsamer als der Staatsrat sich dies vorgestellt hatte. In der ersten Euphorie meldeten sich zwar gut situierte Söhne der neuenburgischen Oberschicht als Offiziere, die ihr Patent unter grosszügigeren Bedingungen als sonst üblich in Preußen erhielten. Dem asketischen preußischen Soldatenleben unter kargen Bedingungen nicht immer zugetan oder gewachsen, reichten aber nicht wenige nach kurzer Zeit ihren Abschied ein. Erst als vermehrt preußische Offiziere in das Garde-Schützen-Bataillon eintraten, die zuerst abkommandiert und später fest eingeteilt wurden, stabilisierte sich das Offizierskorps und glich sich dem der übrigen preußischen Armee an. Die ersten Unteroffiziere waren erfahrene Neuenburger Veteranen aus der napoleonischen Zeit unter Fürst Berthier. Einige davon brachten es in Preußen auf Dienstzeiten von über 25 Jahren. Danach stockte der neuenburgische Nachwuchs, so dass, wie bei den Offizieren, auf preußische Kader zurückgegriffen werden musste. Die Werbung der Mannschaften erwies sich als schwierig. Die allgemeine Kriegsmüdigkeit, das weit entfernte und als Dienstherr unbekannte Preußen, die nicht immer konkurrenzfähige Besoldung und die fremde deutsche Sprache wirkten sich negativ auf die Bereitschaft der Neuenburger aus, sich in Preußen als Soldaten zu verpflichten.
Das erste Kontingent (Die Kompanien 1 und 4) war zwei Monate nach Werbebeginn mit 232 Mann unter der Führung von Major de Meuron zu Fuß auf dem Weg nach Mainz. Nach der Eintrittsmusterung dort folgte der mühselige Fußmarsch weiter durch kriegszerstörte deutsche Landschaften bis nach Berlin, bereits mit ersten Desertionen. Viele der wenig disziplinierten Neuenburger waren den Anstrengungen nicht gut gewachsen. Rund einen Monat nach dem Ausmarsch in Neuenburg in der preußischen Hauptstadt angekommen, wurden sie vorerst in Privathaushalten einquartiert, was die Aufrechterhaltung der bereits vorher mangelhaften soldatischen Ordnung zusätzlich erschwerte. Das zweite Kontingent (die Kompanien 2 und 3) zog erst 1815 verspätet und unvollständig los. Mit der Abwesenheit des Kommandanten Baron de Meuron, der in Berlin blieb, sank das Interesse in der Neuenburger Bevölkerung an den Werbungen sprunghaft und das Niveau der Ausgehobenen fiel weiter ab.
Die Rekrutierung, die Grundausrüstung (ohne Waffe) und die erste militärische Ausbildung erfolgten, ebenso wie der trimesterweise Nachschub der Rekruten nach Mainz, auf Kosten Neuenburgs. Die Verschiebung der in Mainz akzeptierten Rekruten nach Berlin erfolgte auf Kosten des Bataillons. Am Standort in Berlin durchliefen sie eine viermonatige Grundausbildung, bis sie den Kompanien des Bataillons zugeteilt werden konnten.
Der Nachschub von neuen Rekruten versiegte zeitweise ganz, trotz Erhöhung der Prämien, laufender Aufweichung der Anforderungskriterien, Aufstockung der Anzahl Werber auf sechs Sergeanten und aller Bemühungen der Behörden Neuenburgs. Der Fokus der Werber verschob sich mehr und mehr auf die bloße Quantität der Auszuhebenden und man begann, die Qualität der Bewerber zu vernachlässigen. Einmal sollen von den 50 Rekruten, die mit einem ausnahmsweise einmal größeren Transport in Mainz ankamen, 31 zurückgewiesen worden sein: 3 waren zu alt, 3 körperlich behindert, 5 permanent betrunken, 3 hatten einen Bandscheibenschaden oder Leistenbruch, 4 konnten keine 10 km am Stück marschieren, 1 wurde beim Diebstahl erwischt, 2 waren offensichtlich geisteskrank, 5 zu klein und 6 auf dem Anmarsch als Deserteure wieder eingefangen worden. Der Sollbestand des Bataillons wurde unter den beschriebenen Umständen nie voll erreicht und der Bestand an Neuenburger Bürgern und sonstigen Schweizern in der Truppe verringerte sich stetig. Im Frühjahr 1815 betrug der Istbestand nur 282 Gardeschützen. Immer wieder wurden daraufhin die Kapitulationsbedingungen großzügiger interpretiert und teilweise Abenteurer aus aller Herren Länder, Bewerber von zweifelhaftem Ruf und Verhalten, Missliebige, Säufer, Delinquenten und Deserteure aus fremden Diensten rekrutiert. Dies erhöhte die Zurückweisungsrate des preußischen Aushebungsoffiziers in Neuenburg, dem schließlich aus Berlin ein Militärarzt zur Seite gestellt werden musste. Auch die Desertionsrate in der Mannschaft erreichte zeitweise ein drastisches Ausmaß. Die negativen Berichte der nach Hause zurückgekehrten Deserteure verdarben die Bereitschaft zum Dienst bei den Preußen in der Bevölkerung zusätzlich. Der Ruf des Bataillons in Berlin, wo es anfänglich von der Bevölkerung als „französisch“ betrachtet und deswegen angefeindet wurde, litt ebenfalls stark.

Während einer Schießübung in der Hasenheide (vor 1843)

Das Garde-Schützen-Bataillon war in der langen Friedensepoche zwischen 1815 und 1848 mit eintönigem Garnisonsdienst in Berlin beschäftigt. Zu den gewöhnlichen Tätigkeiten gehörten das tägliche Exerzieren und die bei der Mannschaft wenig beliebten Scheibenschießübungen, die im Winter einmal pro Woche und im übrigen Jahr (mit Ausnahme der Manöverzeit im Herbst) täglich stattfanden. Für besonders gute Schützen gab es Auszeichnungen und Privilegien zu gewinnen. Zu den willkommenen Abwechslungen gehörten Paraden bei den regelmäßig stattfindenden militärischen und höfischen Feiern. Im Laufe der Zeit war es nach dem Urteil der Zeitgenossen gelungen, den größten Teil der Mannschaft an die sprichwörtliche preußische Disziplin zu gewöhnen.
Der preußische König Friedrich Wilhelm III. war den Schweizern in aller Regel gewogen, hatte jedoch wie alle Berliner auch fremdenfeindliche Vorurteile. So soll er nach dem Fund einer nur mit einem Hemd bekleideten Leiche in der Hasenheide (nahe der Kreuzberger Kaserne der Gardeschützen) halb im Scherz gesagt haben, ein Gardeschütze könne es nicht gewesen sein, denn der hätte dem Toten auch das Hemd genommen.
Die Cholera-Epidemie in Berlin im Jahr 1825 forderte dank rigoroser Quarantäne-Maßnahmen keine Opfer in der Truppe. Das Bataillon wurde in der Hauptstadt beliebt, weil in ihm erstmals Einjährig-Freiwillige aus bürgerlichen Schichten ihren verkürzten Wehrdienst ableisten konnten. 1830 stieg der Personalbestand des Bataillons dank dieser Erlaubnis für preußische Freiwillige und durch die Versetzung von acht Unteroffizieren und 32 Soldaten aus Preußen auf 402 Mann. Nach dem Tod Friedrich Wilhelm III. gestattete es sein Nachfolger Friedrich Wilhelm IV. ab 1841 auch Dreijährig-Freiwilligen, ihren Dienst im Bataillon abzuleisten. Dadurch tauchten neben Deutschen nun auch Balten und Polen in den Mannschaftslisten auf. Das Bataillon wuchs auf 426 Soldaten an (Stand 1841), von denen bereits ein Drittel nicht mehr aus Neuenburg oder der übrigen Schweiz stammte. 1843 wurde der lange durch einen kurzen Waffenrock und der Tschako durch einen Lederhelm mit Spitze ersetzt. Nachdem die Schützen der preußischen Linientruppen 1845 in Jäger umgewandelt worden waren, war das Garde-Schützen-Bataillon der einzige verbleibende Schützenverband im preußischen Heer. Wie bei den Jägern wurden die Pickelhauben 1854 durch käppiartige Tschakos mit Augen- und Nackenschirm ersetzt, die das Bataillon in etwa der gleichen Form bis zu seiner Auflösung 1919 behielt.
Bis zur demokratischen Revolution in Neuchâtel besaß der dortige Staatsrat (Conseil d’Etat) ein Vorschlagsrecht für die Offiziersstellen des Bataillons. Lediglich der Kommandeur wurde vom preußischen König ausgewählt. Im Frühjahr 1848 wies die 4. Kompanie als einzige noch knapp zwei Züge von Neuenburgern aus, darunter nur fünf eigene Offiziere: Hauptmann de Merveilleux und die zwei Unterleutnants de Pourtalès und Gélieu, sowie die zwei abkommandierten Unterleutnants Colomb und Moser. Dieser «harte Kern» bewährte sich in den Kämpfen 1848/1849 mit Auszeichnung.

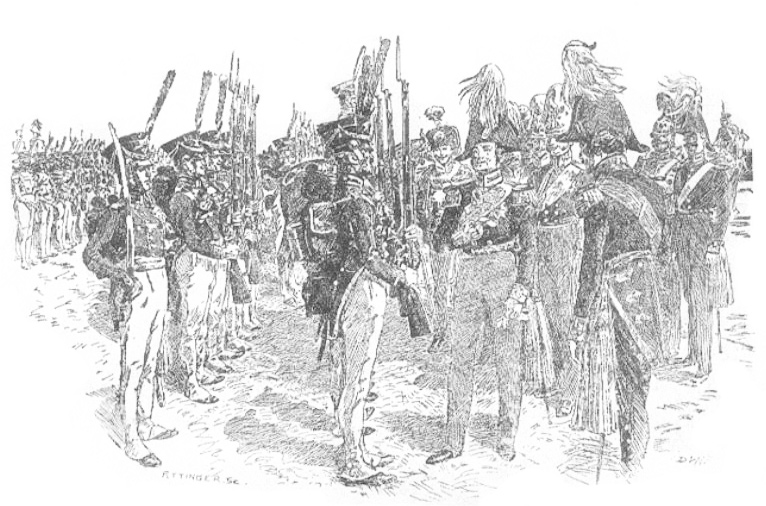
Der preußische König Friedrich-Wilhelm IV. nimmt eine Parade der Garde-Schützen ab (um 1840)

Da im Garde-Schützen-Bataillon nur noch eine Minderheit an Schweizern dienten, ging man 1848 stillschweigend und ohne offiziellen Beschluss dazu über, die Rekruten nicht mehr in Neuenburg, sondern in Potsdam auszuheben. 1857 wurden die Hohenzollern im sogenannten Neuenburgerhandel gezwungen, auf die Herrschaft im Fürstentum Neuenburg zu verzichten, und durften nur noch den zugehörigen Titel führen. Rekrutierungen in der Schweiz waren fortan ausgeschlossen. Auch nach der Auflösung der Personalunion von Neuchâtel und Preußen verblieb das Garde-Schützen-Bataillon allerdings beim preußischen Heer und blieb noch jahrzehntelang eine Anlaufstelle für Schweizer Offiziere, die sich zur Ausbildung oder im Dienstverhältnis in Preußen aufhielten und teilweise auch dort niederließen. Obwohl das Bataillon nun aus preußischen Staatsangehörigen bestand, hielt sich in Berlin der Spitzname „Neffschandeller“, der darauf beruhte, dass Neuchâtel in Preußen oftmals fälschlich als „Neufchâtel“ bezeichnet wurde. An die französischsprachige Tradition des Bataillons erinnerte auch der beibehaltene Brauch, den Kommandeur nicht mit seinem Dienstgrad, sondern mit „Herr Kommandant“ anzusprechen (abgeleitet von der französischen Offiziersanrede „mon commandant“, mit der ein Major angesprochen wird). Mit dem Wegfall Neuenburgs als Quelle für den Ersatz rekrutierte sich das Bataillon überwiegend aus dem Bürgertum und ähnlich wie die Jägerbataillone bevorzugt aus Angehörigen der Forstwirtschaft. Seit 1871 wurde ihm die gleiche Zahl gelernter Jäger wie dem Garde-Jäger-Bataillon zugewiesen. Diese konnten nach zwölfjähriger (Unteroffiziere nach neunjähriger) Dienstzeit den „Forstversorgungsschein“ erwerben. Hinzu kamen Bauernsöhne aus den preußischen Provinzen. Das Offizierskorps setzte sich fast ausschließlich aus Angehörigen des preußischen Adels zusammen. Die Ranglisten des Bataillons nennen bis zum Beginn des Ersten Weltkriegs so gut wie keine bürgerlichen Offiziere.
Die am 1. Oktober 1902 errichtete Garde-Maschinengewehr-Abteilung Nr. 2 war dem Bataillon bis 1913 zugeteilt. 1913 wurde eine Radfahrer- und eine Maschinengewehrkompanie gebildet und die Garde-Maschinengewehr-Abteilung Nr. 2 dem Königin Augusta Garde-Grenadier-Regiment Nr. 4 angegliedert.
Der deutsche Kaiser Wilhelm II. trug anlässlich seines Staatsbesuchs in der Schweiz im Jahre 1912 die Uniform als Chef des Garde-Schützen-Bataillons, was auf Schweizer Seite im Hinblick auf die Auseinandersetzungen zwischen Preußen und der Schweiz um den Status des Fürstentums Neuenburg von 1856/57 mit Unverständnis aufgenommen wurde.
Die 1914 aufgestellten Kriegsformationen des Garde-Schützen-Bataillons waren das Garde-Reserve-Schützen-Bataillon und das Reserve-Jäger-Bataillon Nr. 16.
Das Garde-Schützen-Bataillon wurde nach Ende des Ersten Weltkriegs 1919 aufgelöst. Einzelne Angehörige des Bataillons, darunter Robert Kempner, schlossen sich nach der Novemberrevolution 1918 der Garde-Kavallerie-Schützen-Division an. Im Januar 1919 wurde ein „Freikorps Garde-Schützen“ aufgestellt, das bis zum Frühjahr 1920 bestand und im Baltikum sowie in Westpreußen eingesetzt wurde.

### Einsatzgeschichte

#### Befreiungskriege (1815)
Kurz nach der Errichtung nahm der Verband am Sommerfeldzug von 1815 teil und wurde nach Frankreich in Marsch gesetzt, kam aber infolge verschiedener Mängel nicht zum Einsatz. Statt nach Kriegsende nach Berlin zurückzukehren, desertierten große Teile – bis zu 50 Mann pro Tag – und brachten den Kommandanten, Major de Meuron, in erhebliche Schwierigkeiten, denen und weiteren er schließlich durch seinen Rücktritt ein Ende bereitete.

#### Deutsche Revolution (1848/49)

Königgrätz 1866, links unten die 4. Kompanie der Garde-Schützen (Gemälde von Christian Sell dem Älteren)

Zu Beginn der Revolution von 1848/49 wurde das Bataillon am 18. März 1848 im Straßenkampf in Berlin eingesetzt. Ob es, wie Karl August Varnhagen von Ense in seinem Journal der Märzrevolution schrieb, auch zu Verbrüderungen zwischen Gardeschützen und den Revolutionären kam, ist nicht weiter belegt. Das Bataillon wurde nach den Kämpfen vom 18. März 1848 mit den übrigen Truppen aus Berlin heraus verlegt.

#### Schleswig-Holsteinischer Krieg (1848/51)
1848/49 im Krieg gegen Dänemark kämpfte es am 23. April bei Schleswig, am 8. Mai bei der Beschießung von Fredericia und am 5. Juni bei Sattrup/Horsens. Im Zuge der Reaktionsära wurde es im Spreewald eingesetzt, um die Gendarmerie bei der Verhaftung von Revolutionären zu unterstützen.
Von 1856 bis 1858 stand eine seiner Kompanien in der Burg Hohenzollern. Offiziere des Bataillons waren an dem erfolglosen royalistischen Aufstand von 1856 in Neuchâtel beteiligt.

#### Deutscher Krieg (1866)
1866 nahm es im Krieg gegen Österreich an der Schlacht von Königgrätz teil. Die Eroberung österreichischer Batterien in dem Gefecht bei dem Dorf Lipa zwischen Sadowa und Königgrätz durch die 4. Kompanie des Hauptmanns Bernard de Gélieu, der dem Bataillon als letzter aus Neuchâtel stammender Offizier angehörte, war Gegenstand mehrerer Schlachtengemälde jener Zeit, darunter eines Großgemäldes von Christian Sell. In Berlin wurde beim Gardeschützenweg eine Straße nach ihm benannt.

#### Deutsch-Französischer Krieg (1870/71)
1870/71 im Krieg gegen Frankreich kämpfte das Bataillon bei Gravelotte, Sedan, Le Bourget und während der Belagerung von Paris.

#### Erster Weltkrieg (1914–1918)

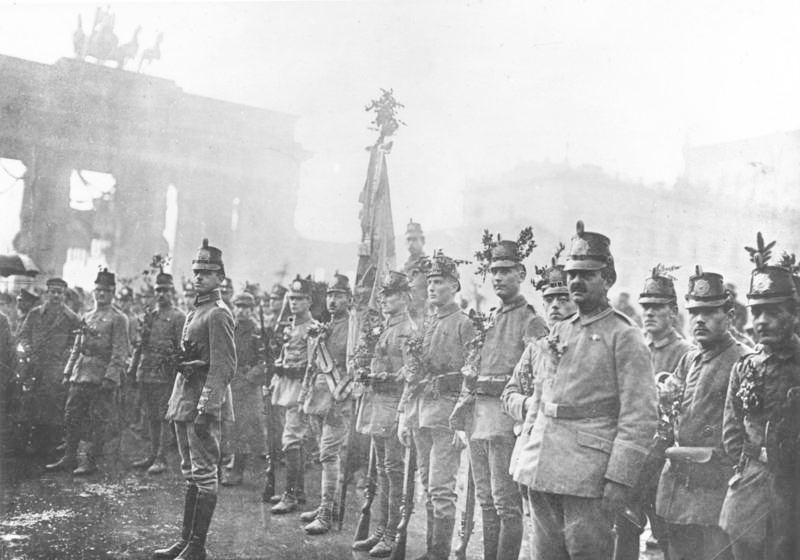
Heimgekehrte Garde-Schützen vor dem Brandenburger Tor, 1918

##### Garde-Schützen-Bataillon
Im Ersten Weltkrieg gehörte das Bataillon zu den ersten an die Westfront abrückenden Truppenteilen. Es nahm als Teil des Garde-Korps (2. Garde-Division unter Generalleutnant Arnold von Winckler) auf dem linken Flügel der 2. Armee am Überfall auf Belgien und am Einmarsch in Nordfrankreich teil. Nach einem Gefecht bei Aire an der Aisne am 13. September 1914 waren von ursprünglich 1.250 Mann lediglich 213 nicht verwundet oder gefallen. Das Bataillon wurde anschließend durch Reservisten und Freiwillige aufgefüllt. Nach Kämpfen in der Champagne wurde das Bataillon im März 1915 ins Elsass verlegt und länger als ein Jahr auf dem Hartmannsweiler Kopf, der höchsten Erhebung der Vogesen, im Kampf gegen französische Gebirgstruppen eingesetzt. Im Mai 1916 wurde das Bataillon für einige Monate abgelöst. Inzwischen mit Stahlhelmen ausgerüstet, kehrte es im September desselben Jahres noch einmal an den Hartmannsweiler Kopf zurück. In den Vogesenkämpfen zeichnete sich unter anderem der Kompanieführer Willy Rohr aus. Aus diesem Grunde übertrug ihm General Gaede, der Befehlshaber der Armee-Abteilung Gaede, die Führung der neueingetroffenen Sturm-Abteilung, aus der sich das Sturm-Bataillon Nr. 5 (Rohr) entwickelte. Im November 1916 wurde das Garde-Schützen-Bataillon endgültig aus diesem Sektor abgezogen und an die serbische Front nach Mazedonien verlegt, wo es bis Ende Februar 1918 eingesetzt war. Ab März 1918 wieder ins Elsass verlegt, nahm es bis zum Waffenstillstand nicht mehr an größeren Kampfhandlungen teil. Die Gardeschützen gehörten zu den zehn deutschen Divisionen, die aufgrund einer Absprache zwischen dem Reichskanzler Friedrich Ebert und der Obersten Heeresleitung am 10. Dezember 1918 durch das Brandenburger Tor nach Berlin einzogen und von Ebert inhaltlich unrichtig als „unbesiegt“ begrüßt wurden mit den Worten: „Seid willkommen von ganzem Herzen, Kameraden, Genossen, Bürger. Kein Feind hat euch überwunden.“

##### Garde-Reserve-Schützen-Bataillon
Das Garde-Reserve-Schützen-Bataillon wurde am 1. August 1914 aufgestellt und nach dem Ausmarsch des aktiven Bataillons in Lichterfelde ausgerüstet. Es nahm überwiegend die jüngeren Reservistenjahrgänge auf, darunter viele aus dem Rheinland und Westfalen stammende Einberufene. Am 9. August war das Bataillon abmarschbereit. Es gehörte zum Garde-Reserve-Korps und wurde zunächst mit der 2. Armee auf den Vormarsch durch Belgien gesetzt. Am 20. und 21. August 1914 war das Bataillon zusammen mit Teilen des Pionier-Bataillons 28 maßgeblich für die blutigen Aktionen gegen die Zivilbevölkerung in der belgischen Stadt Andenne verantwortlich, denen über 250 Menschen zum Opfer fielen. Die Übergriffe wurden 1920 bei den Leipziger Prozessen behandelt, bei denen verschiedene Mitglieder der Formation als Zeugen zu den Geschehnissen aussagten; von einer Strafverfolgung der beteiligten Offiziere sah das Reichsgericht aber ab. Wenige Tage später wurde das Bataillon bei der Belagerung von Namur erstmals in Kampfhandlungen verwickelt. Unmittelbar darauf wurde der Rückmarsch nach Aachen befohlen, und das Garde-Reserve-Korps wurde zusammen mit dem XI. Armee-Korps nach Ostpreußen transportiert, wo die Schlacht bei Tannenberg im Gange war, in der die aus dem Westen abgezogenen Verstärkungen aber nicht mehr zum Einsatz kamen. Die Garde-Reserve-Schützen nahmen an der Schlacht an den masurischen Seen teil, wurden anschließend nach Oberschlesien verlegt und kämpften in Russisch-Polen, wo sie im Oktober 1914 am Angriff auf die Festung Iwangorod teilnahmen und nach dem Rückzug der Deutschen in Schlesien blieben. Ende Mai 1915 wurde das Bataillon in das Baltikum verlegt, lag bis Anfang 1917 an der Düna und focht in der Winterschlacht an der Aa, in der mehr als 70 Gardereserveschützen fielen. Nach der russischen Revolution zur Unterstützung der k.u.k. 2. Armee bei der Abwehr des überraschenden russischen Einbruchs während der Kerenski-Offensive im Juli 1917 eilig nach Galizien geschickt, kämpfte das Bataillon anschließend im Oktober 1917 während der für Italien katastrophalen Caporettoschlacht an der italienischen Front und drang bis nach Udine in das norditalienische Tiefland ein. Im April 1918 wurde es an die Westfront verlegt, wo es in der Hermannstellung und der Siegfriedstellung eingesetzt war.

##### Reserve-Jäger-Bataillon Nr. 16
Das Reserve-Jäger-Bataillon Nr. 16 wurde am 1. September 1914 von der Ersatz-Abteilung des Garde-Schützen-Bataillons in Berlin-Lichterfelde aufgestellt und am 11. Oktober 1914 an die Westfront nach Flandern verlegt. Es war der 44. Reserve-Division unterstellt und bestand vor allem aus Kriegsfreiwilligen mit einem Stamm gedienter Gardeschützen, die etwa ein Drittel des Bestands stellten. Viele Freiwillige kamen aus der Wandervogelbewegung, die im nahe bei Groß-Lichterfelde gelegenen Steglitz bei Berlin ihr Zentrum besaß. Die unzureichend ausgebildete Einheit wurde erstmals nördlich von Dixmuiden zu Beginn der Schlacht an der Yser eingesetzt und erlitt sehr hohe Verluste. Die Formation verlor in den ersten Einsatzmonaten bereits 145 Tote und bis November 1914 sämtliche Offiziere.
1915 nach Galizien und anschließend an die serbische Front verlegt, nahm das Bataillon ab Mai 1916 an den Kämpfen um Verdun teil. Zwischen September 1916 und dem Frühjahr 1917 kämpften seine Angehörigen wiederum in Galizien, um anschließend zurück nach Flandern verlegt zu werden, wo sie unter anderem bei Passchendaele in einer der letzten großen Schlachten des Weltkriegs eingesetzt wurden. Bis zum Waffenstillstand blieb das Bataillon in Frankreich. Am 31. Dezember 1918 traf es in Lübben ein und wurde demobilisiert.

### Tradition und Verbleib

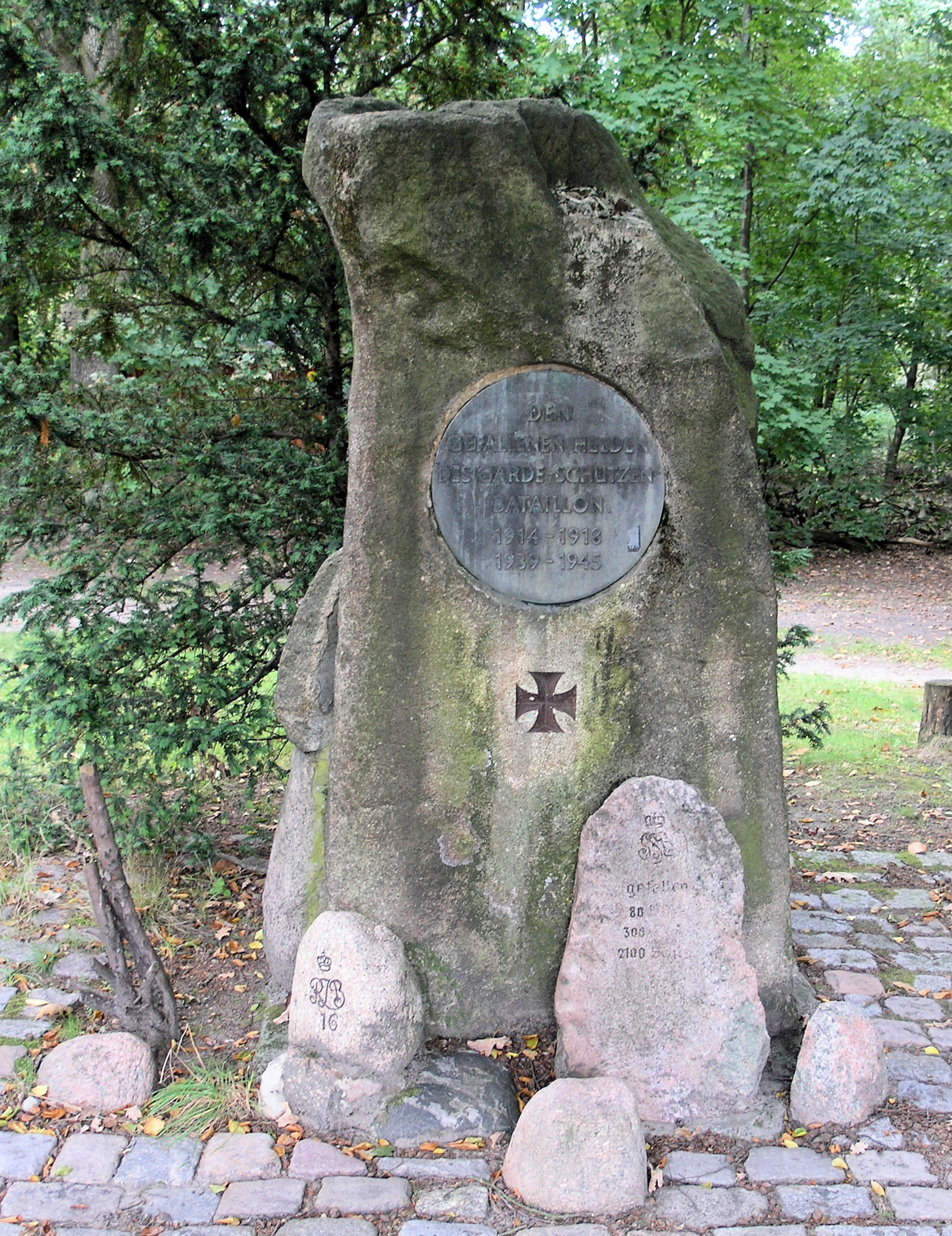
Gedenkstein, Clayallee 91, in Berlin-Dahlem

Die Tradition des Garde-Schützen-Bataillons übernahm in der Reichswehr durch Erlass des Chefs der Heeresleitung General der Infanterie Hans von Seeckt vom 24. August 1921 das 9. (Preußisches) Infanterie-Regiment. In der Wehrmacht führte das Infanterie-Regiment 9 die Tradition fort. Im Heer der Bundeswehr übernahm im Rahmen des Traditionserlasses das Panzergrenadierbataillon 1 (ab 1980 Jägerbataillon 521) in Northeim die Patenschaft für die Garde-Schützen. Nach Auflösung des Jägerbataillons 521 wurde der in Northeim befindliche Traditionsraum vom Standortkommando Berlin übernommen und in die Julius-Leber-Kaserne verlegt.

## Standorte

Kaserne des Garde-Schützen-Bataillons in der Köpenicker Straße (vor 1885)

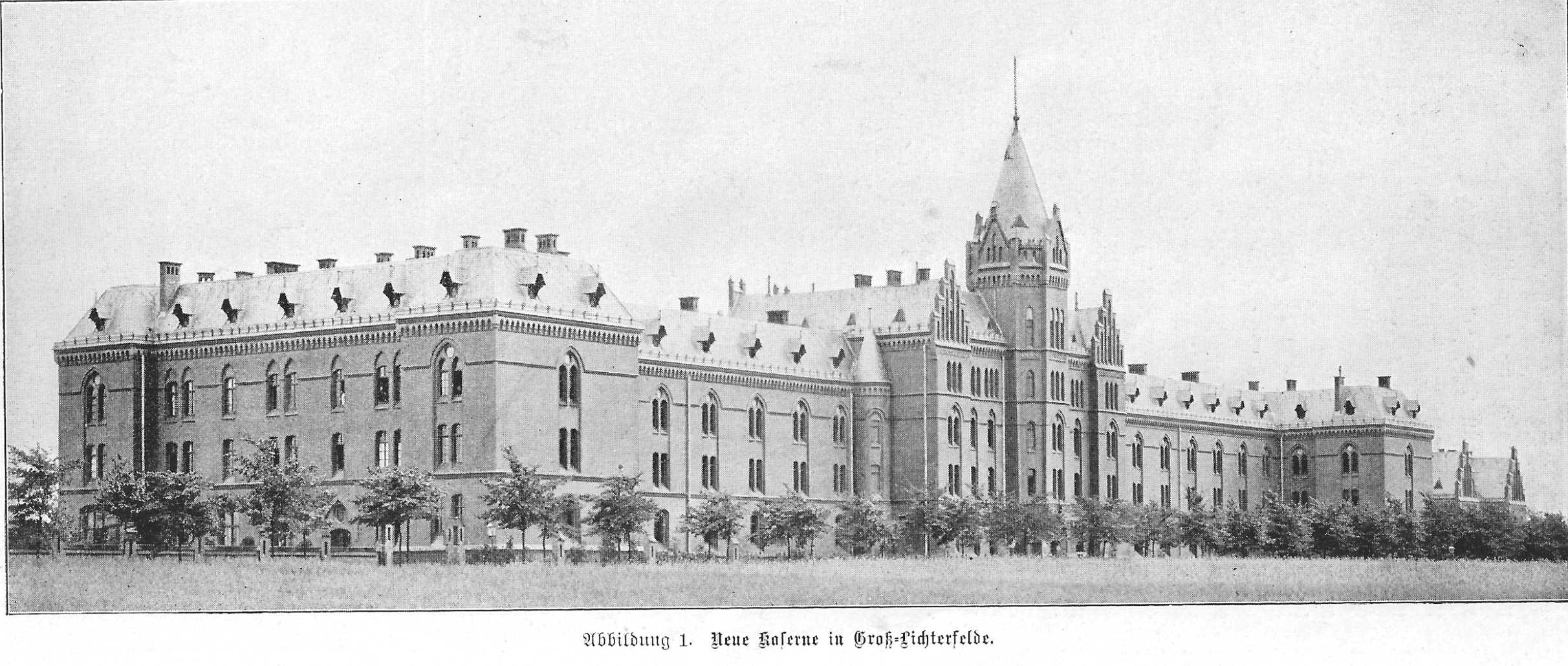
Gardeschützenkaserne in Groß-Lichterfelde, vor August 1900

Das Garde-Schützen-Bataillon hatte seinen Standort bis 1884 im heutigen Berlin-Kreuzberg in der Kaserne des Infanterie-Regiments von Pfuel in der Köpenicker Straße 12–14.
1884 zog es in die neue Gardeschützenkaserne in der neu gegründeten Villenkolonie Groß-Lichterfelde. Nach einer Entwurfsskizze des Intendantur- und Baurats Ferdinand Schönhals hatte der Regierungsbaumeister Ernst August Roßteuscher die von ihm auch umgesetzten Entwürfe zu der Kasernenneuanlage ausgearbeitet. Etwa zeitgleich zog die preußische Hauptkadettenanstalt in neue Anlagen am Südende der Villenkolonie. Der Gründer der Villensiedlung, Johann Anton Wilhelm von Carstenn, hatte sich mit anderen wohlhabenden Bewohnern für die Ansiedlung starkgemacht und Teile der städtischen Infrastruktur bereitgestellt.
Nach Auflösung des Garde-Schützen-Bataillons und Bildung der Reichswehr wurde die Kaserne in Berlin-Lichterfelde zunächst von dem zum Infanterie-Regiment 9 gehörenden Reichswehr-Schützen-Bataillon 29 genutzt. Ab 1929 diente der in der NS-Zeit stark erweiterte Komplex als Heeresfeuerwerkerschule. Nach 1945 befanden sich dort die Roosevelt-Barracks der US-Armee, die den Standort 1992 verließ. Nach der Wiedervereinigung war dort kurzzeitig das Standortkommando Berlin untergebracht. Heute sind in den weitgehend erhaltenen Gebäuden im Gardeschützenweg in Berlin-Lichterfelde Abteilungen des Bundesnachrichtendienstes untergebracht. Neben dem Gardeschützenweg erinnern unter anderem die Fabeckstraße, die Gélieustraße, die Lipaer Straße und die Neuchâteller Straße in Lichterfelde an das Bataillon.

## Erscheinungsbild

### Uniformen
Die in Paris entworfene erste Uniform, bestehend aus grünem Rock und grauer (zur Parade weißer) Hose, war an die der Schlesischen Schützen angelehnt, jedoch mit schwarzen, rot vorgestoßenen Abzeichen und sog. „Neufchateler“ Ärmelaufschlägen. Die Soldaten trugen einen schwarzen Filztschako.
1843 wurde an Stelle des Koletts der Waffenrock eingeführt. Der Tschako wurde durch den preußischen Lederhelm mit Spitze ersetzt.
Ab 1854 waren die Garde-Schützen mit einem käppiartigen Ledertschako mit Augen- und Nackenschirm ausgestattet, der mit einem Gardestern und der preußischen Kokarde versehen war. Diese Kopfbedeckung trugen sie mit leichten Veränderungen bis zur Auflösung 1919.
Die Hose der Felduniform war zunächst grün. Im Ersten Weltkrieg war das Bataillon mit feldgrauen Uniformen ausgestattet, der Tschako war mit einer grauen Stoffbespannung versehen.

Die Uniformen des Bataillons 1814 und 1843
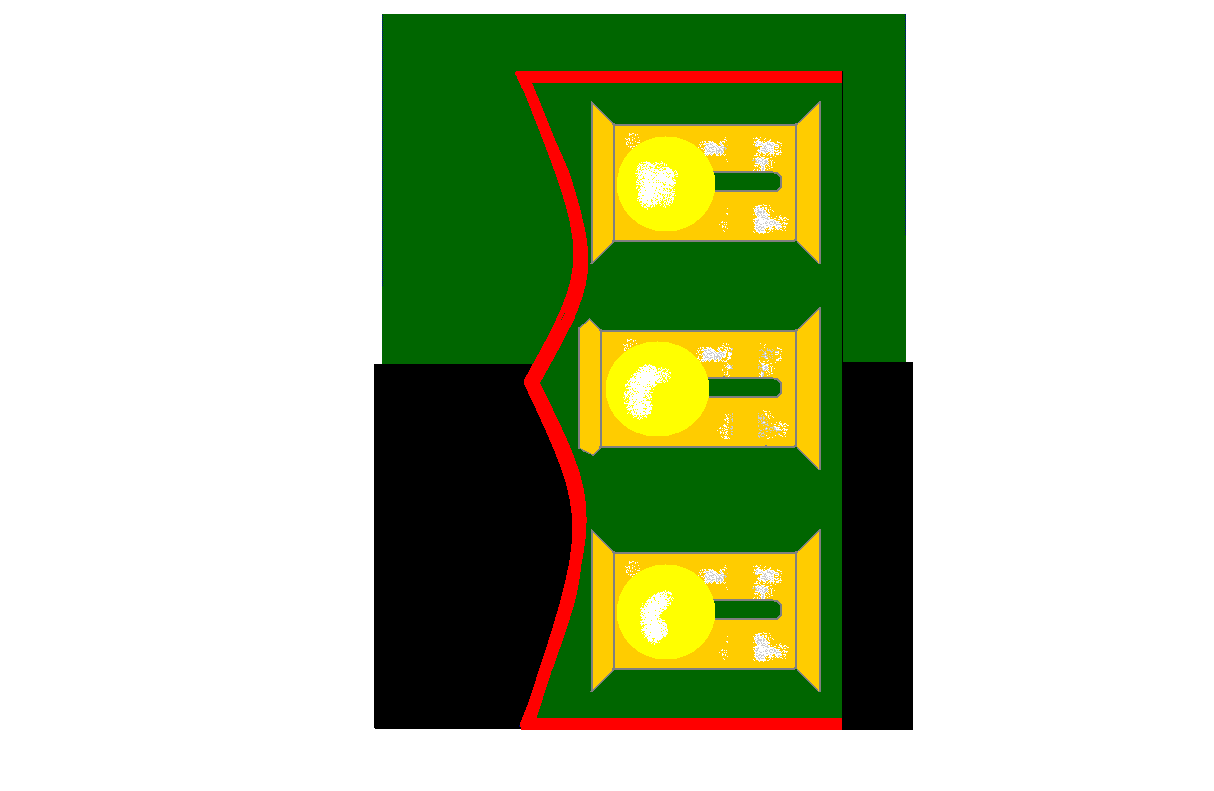
Neufchateler Aufschläge
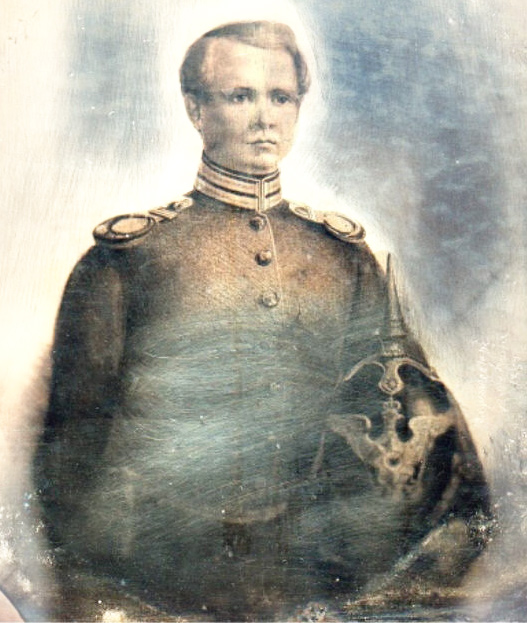
Sekondeleutnant der Garde-Schützen mit Helm (1848)
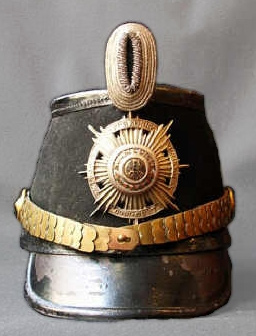
Ab 1854 verwendeter Tschako

Nach 1918 wurde die neu gebildete preußische Schutzpolizei („grüne Polizei“) mit dem Tschako der Gardeschützen ausgestattet, der bis in die 1960er Jahre Bestandteil von Polizeiuniformen blieb. Sie trug zudem das Grün der preußischen Schützen- und Jägereinheiten.

### Fahnen

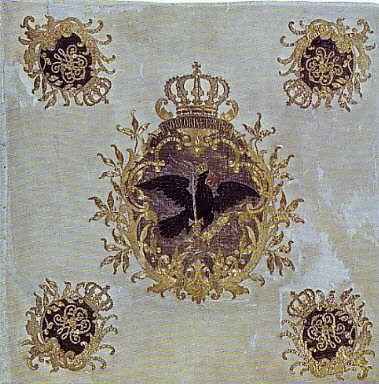
Fahne des Garde-Schützen-Bataillons

Fahnenträger der Garde-Schützen in Parademontur (um 1914)

Anlässlich des 10-jährigen Jubiläums wurde dem Bataillon eine Fahne verliehen. Die Fahnenweihe und Übergabe an das Bataillon erfolgte am 2. Mai 1825 in der Garnisonkirche und im Marmorsaal im königlichen Palast in Potsdam.
Als Ersatz für kriegs- oder altersbedingt beschädigte oder verschlissene Fahnen wurden auf Befehl Wilhelms II. zahlreiche Fahnen neu gefertigt und verliehen, 1900 auch für das Garde-Schützen-Bataillon. Für das Fahnentuch wurde weißer Taft, für das Mittelfeld dunkelgrüner und für die Eckfelder schwarzer Goldbrokatstoff verwendet. Die Applikationen (Adler im Mittelfeld, Monogramme und Ornamente) wurden überwiegend in silberner, goldener und schwarzer Stickerei ausgeführt. Die gelbe Fahnenstange von 1825 trägt zwei Fahnenringe mit den Inschriften „Gd:S.B.“ und „Erneut unter König Wilhelm II. 1900“. Die Nagelung und Weihe der Fahne fanden im Zeughaus in Berlin statt, die Übergabe erfolgte anlässlich der Kaiserparade des Gardekorps auf dem Tempelhofer Feld.
Als Auszeichnung für die militärischen Verdienste des Bataillons bzw. dessen langjähriges Bestehen wurden der Fahne verliehen:
- Band des Militär-Ehrenzeichens 1848/1849 mit Schwertern
- Band des Erinnerungskreuzes für 1866 mit Schwertern
- Eisernes Kreuz von 1870 (in der Fahnenspitze)
- Schwarz-silberne Fahnenbänder 1900 mit Säkularspangen (Stiftungstag-Inschrift 19. Mai 1814)
- Säkular-Fahnenband 1914

Gemäß A.K.O. vom 2. August 1914 war die Fahne bei Beginn des Ersten Weltkriegs nicht ins Feld mitzuführen und wurde mit anderen Feldzeichen des Gardekorps in den Fahnensaal des Berliner Stadtschlosses überführt. 1919 kamen diese Fahnen zunächst in das ehemalige Kriegsministerium in Berlin und wurden 1921 in der Garnisonkirche in Potsdam untergebracht. Nach Aufbewahrung an verschiedenen Orten wurden sie 1970 als Dauerleihgabe dem Wehrgeschichtlichen Museum Rastatt überlassen und dort 1971 restauriert. Nach der Wiedervereinigung wurden die Fahnen, einschließlich der des Garde-Schützen-Bataillons, in den Bestand des Deutschen Historischen Museums in Berlin aufgenommen.

### Bewaffnung
Unteroffiziere und Mannschaften wurden mit der 1,44 m langen Vorderlader-Steinschlossbüchse M1809, hergestellt von einer Waffenfabrik in Suhl, mit oktogonalem Lauf vom Kaliber 18,5 mm mit 8 Zügen und Rundkugel, einer Patronentasche für die Pflaster (Abdichtung im Lauf zwischen Ladung und Kugel) und Patronen, einer Umhängetasche für ein Pfund Schießpulver sowie einem Jagdmesser als Seitengewehr ausgerüstet. Es wurde ab 1820 durch den langen Infanteriesäbel M1816 ersetzt.
1831 wurde das 1,35 m lange Perkussionsgewehr M1839, ein Fabrikat der Waffenfabrik Potsdam mit Rundlauf und Kaliber 18,6 mm, eingeführt.
Das Bataillon erhielt zusammen mit den Garde-Jägern als Erste die Zündnadelbüchse M/49, um sie für den Truppeneinsatz zu testen.
Um 1900 kam das Mauser Modell 98 zur Einführung.

## Bekannte Angehörige

### Kommandeure

#### Garde-Schützen-Bataillon
| Dienstgrad                  | Name                                        | Datum                                                          |
| --------------------------- | ------------------------------------------- | -------------------------------------------------------------- |
| Major                       | Carl Gustav von Meuron                      | 05. August 1814 bis 30. Oktober 1816                           |
| Major                       | Franz von Lucadou                           | August 1815 bis Dezember 1815 in Vertretung                    |
| Major                       | Konstantin von Witzleben                    | 06. November 1816 bis 26. August 1818                          |
| Major/Oberstleutnant        | Friedrich von Tilly                         | 27. August 1818 bis 29. März 1829                              |
| Oberstleutnant              | Ferdinand von Grabowski                     | 30. März 1829 bis 7. November 1830                             |
| Major/Oberstleutnant        | Karl Wilhelm Ferdinand von Thadden          | 21. November 1830 bis 29. März 1840                            |
| Major/Oberstleutnant        | Karl August von Brandenstein                | 30. März 1840 bis 26. März 1847                                |
| Major                       | Gustav von Arnim                            | 27. März 1847 bis 23. August 1848                              |
| Major/Oberstleutnant        | Eduard Vogel von Falckenstein               | 24. August 1848 bis 3. Mai 1850                                |
| Major                       | Karl von Thiesenhausen                      | 14. Mai 1850 bis 14. Juli 1851                                 |
| Major/Oberstleutnant        | Robert von Eberstein                        | 17. Juli 1851 bis 25. Oktober 1854                             |
| Major/Oberstleutnant        | Louis von Kalckstein                        | 14. November 1854 bis 11. Juni 1860                            |
| Major                       | Friedrich Lebrecht von Bülow                | 01. Juli 1860 bis 9. September 1861                            |
| Major/Oberstleutnant        | Gustav von Fabeck                           | 20. September 1861 bis 9. Februar 1863                         |
| Major/Oberstleutnant        | Otto Knappe von Knappstädt                  | 10. Februar 1863 bis 19. Mai 1866                              |
| Major                       | Hugo von Besser                             | 20. Mai bis 16. September 1866 (mit der Führung beauftragt)    |
| Major/Oberstleutnant        | Hugo von Besser                             | 17. September 1866 bis 11. April 1870                          |
| Oberstleutnant              | Hugo Falkenstein von Fabeck                 | 12. April bis 18. August 1870                                  |
| Major                       | Karl Wilhelm Josef von Boeltzig             | 24. August 1870 bis 28. März 1871 (mit der Führung beauftragt) |
| Major/Oberstleutnant        | Karl Wilhelm Josef von Boeltzig             | 29. März 1871 bis 23. Mai 1879                                 |
| Major/Oberstleutnant        | Ferdinand von Nickisch-Rosenegk             | 24. Mai 1879 bis 10. Oktober 1884                              |
| Major/Oberstleutnant        | Konrad von Beneckendorff und von Hindenburg | 11. Oktober 1884 bis 5. November 1888                          |
| Oberstleutnant              | Max Hermann von Scholten                    | 06. November 1888 bis 15. Juni 1894                            |
| Oberstleutnant              | Max von Pawlowski                           | 16. Juni 1894 bis 21. März 1897                                |
| Major/Oberstleutnant/Oberst | Diether Roeder von Diersburg                | 22. März 1897 bis 16. Mai 1902                                 |
| Major/Oberstleutnant/Oberst | Arnold von Winckler                         | 17. Mai 1902 bis 13. Juni 1906                                 |
| Major/Oberstleutnant        | Wolf von Helldorff                          | 14. Juni 1906 bis 19. Februar 1909                             |
| Major/Oberstleutnant/Oberst | Bernhard Finck von Finckenstein             | 20. Februar 1909 bis 3. Juli 1913                              |
| Major                       | Bernhard von Gélieu                         | 04. Juli 1913 bis 27. Dezember 1914                            |
| Major                       | Heinrich von Hadeln                         | 28. Dezember 1914 bis 7. Juli 1916                             |
| Major                       | Albrecht von Stosch                         | 10. Juli 1916 bis 27. August 1918                              |
| Major                       | Johannes von Schierstädt                    | 28. August bis 30. Oktober 1918                                |
| Hauptmann                   | Otto von Weiß                               | 01. November 1918 bis 21. Januar 1919                          |
| Oberstleutnant              | Heinrich von Hadeln                         | 22. Januar 1919 bis Auflösung                                  |

#### Garde-Reserve-Schützen-Bataillon
- 01. August 1914 – 07. Oktober 1916: Major Walter Siegfried Bronsart von Schellendorff (1871–1963)
- 08. Oktober 1916 – 04. Juli 1918: Major Albrecht Freiherr von Rotberg (1874–1959)
- 04. Juli 1918 – 24. Dezember 1918: Hauptmann Freiherr Treusch von Buttlar-Brandenfels

#### Reserve-Jäger-Bataillon Nr. 16
- 01. September 1914 – 05. Oktober 1914: Hauptmann Thilo Friedemann Freiherr von Werthern (1870–1918)[14]
- 25. Oktober 1914 – 06. November 1914: Oberleutnant Freiherr von Berlepsch
- 06. November 1914 – 09. November 1914: Feldwebelleutnant Muhme
- 09. November 1914 – 10. November 1914: Feldwebelleutnant Nausester
- 10. November 1914 – 15. November 1914: Vizefeldwebel Sieke
- 15. November 1914 – 19. November 1914: Leutnant d.Res.a.D. Fiegen
- 19. November 1914 – 14. Dezember 1914: Hauptmann der Landwehr von Maltitz
- 14. Dezember 1914 – 11. Juli 1916: Hauptmann der Landwehr von Arnim
  - Hauptmann von Rawen: vom 24. April 1915 bis 5. Juni 1915 in Vertretung
  - Hauptmann im Generalstab Hosse: vom 8. Oktober 1915 bis 8. November 1915 in Vertretung
  - Hauptmann im Generalstab Hosse: vom 18. April 1916 bis 1. Juni 1916 in Vertretung
- 10. Juli 1916 – 04. September 1916: Major von Schuckmann
- 04. September 1916 – 09. September 1916: Oberleutnant d.R.a.D. Fiegen
- 09. September 1916 – 18. September 1916: Oberleutnant d.R. Bäumler
- 18. September 1916 – 26. September 1916: Hauptmann d.R. Stegner
- 26. September 1916 – 19. Juni 1917: Hauptmann a. D. Korn
  - Hauptmann d.R.a.D. Fiegen: vom 14. Dezember 1916 bis 20. Dezember 1916 in Vertretung
  - Hauptmann d.R.a.D. Fiegen: vom 14. Januar 1917 bis 23. Februar 1917 in Vertretung
  - Hauptmann Loesch: vom 13. Mai 1917 bis 25. Mai 1917 in Vertretung
  - Hauptmann d.R.a.D. Fiegen: vom 25. Mai 1917 bis 10. Juni 1917 in Vertretung
- 19. Juni 1917 – 20. Juni 1917: Hauptmann d.R.a.D. Fiegen
- 20. Juni 1918 – 22. Juli 1918: Hauptmann Loesch
  - Hauptmann d.R.a.D. Fiegen: vom 26. September 1917 bis 11. Oktober 1917 in Vertretung
  - Oberleutnant d.R. Körner: vom 7. April 1918 bis 16. April 1918 in Vertretung
  - Oberleutnant d.R. Moser: vom 16. April 1918 bis 12. Mai 1918 in Vertretung
- 23. Juli 1918 – 06. August 1918: Oberleutnant d.R. Moser
- 06. August 1918 – 18. Oktober 1918: Hauptmann d.R. Reimnitz
  - Oberleutnant d.R. Moser: vom 27. September 1918 bis 5. Oktober 1918 in Vertretung
- 18. Oktober 1918 – 19. Oktober 1918: Leutnant der Landwehr Schmücker
- 19. Oktober 1918 – 09. November 1918: Hauptmann Pennrich
- November 1918 – 31. Dezember 1918: Hauptmann Alexander von Ruville (1880–1947)

### Sonstige
- Wilhelm von dem Knesebeck (1841–1935), Generalleutnant z. D. Begann seine Militärkarriere beim Regiment.[15][16]
- Karl Christian zur Lippe-Weißenfeld (1889–1942), Gutsbesitzer auf Schloss See
- Lutz Heck (1892–1983), Zoologe und Zoodirektor in Berlin
- Robert M. W. Kempner (1899–1993), Jurist und Publizist, stellvertretender Hauptankläger der USA im Nürnberger Prozess.
- Ferdinand Freiherr von Lüninck (1888–1944), Politiker (DNVP), Oberpräsident der Provinz Westfalen, Angehöriger des konservativen Widerstands gegen Hitler
- Hermann Freiherr von Lüninck (1893–1975), Politiker (DNVP), Oberpräsident der Rheinprovinz,
- Hermann Joachim Pagels (1876–1959), Bildhauer
- Willy Rohr (1877–1930), wurde 1915 von hier zu der später nach ihm benannten «Sturm-Abteilung» versetzt
- Joachim Tiburtius (1889–1967), Politiker (CDU), Senator in Berlin

## Sekundärliteratur
- Moritz von Wattenwil: Die Schweizer in fremden Kriegsdiensten. Separatdruck aus dem Berner Tagblatt, Bern 1930. OCLC 72379925.
- Paul de Vallière[21], Henry Guisan, Ulrich Wille: Treue und Ehre, Geschichte der Schweizer in fremden Diensten (Übersetzt von Walter Sandoz). Les editions d’art ancien, Lausanne 1940, OCLC 610616869.
- Rudolf Gugger: Preussische Werbungen in der Eidgenossenschaft im 18. Jahrhundert (= Quellen und Forschungen zur brandenburgischen und preußischen Geschichte, Band 12), Duncker und Humblot, Berlin 1997, ISBN 3-428-08760-7. (Zugleich Dissertation Universität Bern 1995, 301 S.) OCLC 38132858.